# Association sportive féminine de Jemmal
L'Association sportive féminine de Jemmal (ASFJ) est un club de basket-ball tunisien basé à Jemmal.

## Palmarès
- Championnat de Tunisie féminin (2) :
  - Vainqueur : 2017, 2023
- Coupe de Tunisie féminine (1) :
  - Vainqueur : 2025
  - Finaliste : 2023